# Paradox Interactive
Paradox Interactive (ofte forkortet PDX) er en svensk spiludgiver, der er baseret i Stockholm. Virksomheden er bedst kendt for at udgive historiske strategi-videospil, men de har også udgivet spil i andre genre fx Cities: Skylines. Paradox Interactive udgiver sine egne spil, som er udviklet af deres division, Paradox Development Studio, og de andre udviklere.
Paradoxs historie starter med Target Games; et svensk firma der producerede både brætspil og videospil. I 1990'erne gik de bankerot, og spiludviklerne i firmaet grundlagde deres eget firma i 2004.
I 2018 annoncerede Paradox, at de ville begynde at udvikle brætspil.

## Udgivelser
- 1997: Svea Rike
- 1998: Svea Rike II
- 2000: Europa Universalis
- 2002: Hearts of Iron
- 2003: Victoria: An Empire Under The Sun
- 2004: Crusader Kings
- 2005: Hearts of Iron II
- 2007: Europa Universalis III
- 2008: Europa Universalis: Rome
- 2008: Mount & Blade
- 2009: Hearts of Iron III
- 2010: Victoria II
- 2011: Magicka
- 2012: Crusader Kings II
- 2013: Cities in Motion 2
- 2013: Europa Universalis IV
- 2015: Cities: Skylines
- 2016: Hearts of Iron IV
- 2016: Stellaris
- 2018: Surviving Mars
- 2019: Imperator: Rome
- 2020: Crusader Kings III
- 2020: Empire of Sin
- 2020: Surviving the Aftermath
- 2022: Victoria 3
- 2023: Cities Skylines 2
- 2024: Foundry
- 2024: Millennia

## Fremtidige annoncerede spil
Paradox har annonceret en række spil, der planlagt til at udkomme i fremtiden.
- Vampire: The Masquerade - Bloodlines 2